# Quark top
O quark top foi o último dos quarks previstos pelo modelo padrão a ser descoberto. A sua existência, em conjunto com o quark bottom, foi postulada em 1973 pelos físicos japoneses Makoto Kobayashi e Toshihide Masukawa, como forma de introduzir interações com violação da simetria CP, como observada no decaimento dos kaões.

## Propriedades
Os quarks top interagem através das quatro forças fundamentais (interação forte, fraca eletromagnética e gravitacional). Tem uma massa de 172,9 GeV, muito superior à dos restantes quarks. Como tal, decai muito rapidamente, em cerca de 5×10-25 segundos. Os produtos do decaimento são, geralmente, em quark bottom em 99,823% das vezes, em quark strange em 0,17% e em quark down em 0,007%.

## Produção
O quark top é produzido com o choque entre prótons e anti-prótons com energia a partir de 1,96 TeV, apos a entrada de serviço do LHC o Tevatron deixou de ser o único acelerador de partículas capaz de criar quarks t.